# Werner Pierchalla
Werner Pierchalla (* 1. Januar 1922  in Neu Heiduk, Oberschlesien, heute: Chorzów; † 12. August 2020 in Münster) war ein deutscher Politiker (CDU) und Jurist. Er war Oberbürgermeister von Münster von 1972 bis 1984.

## Leben
Aufgewachsen in Breslau, legte er dort 1941 sein Abitur ab und war von 1943 bis 1949 in sowjetischer Kriegsgefangenschaft. Im Anschluss erfolgte die Übersiedlung nach Halle/Westfalen. Ab 1950 studierte Pierchalla Rechtswissenschaften in Münster und wurde zum Dr. iur. promoviert. 1957 wurde er Richter am Landgericht, wechselte dann aber in die Finanzverwaltung.
1961 wurde er für die CDU Mitglied des Münsteraner Stadtrates, ab 1969 Fraktionsvorsitzender. Werner Pierchalla war vom 2. Oktober 1972 bis zum 17. Oktober 1984 Oberbürgermeister von Münster.
In seine Amtszeit fiel die Umsetzung der Kommunalen Neugliederung (Gebietsreform) vom 1. Januar 1975, die er mit vorbereitet hatte. Er war außerdem am Aufbau neuer Stadtviertel wie Münster-Kinderhaus, an der Entwicklung und Umsetzung des Generalverkehrsplans, aber auch an der Einbindung der immer stärker wachsenden Universität, der Kliniken und der Fachhochschulen in eine geordnete Stadtentwicklung beteiligt. Besonders engagierte sich Pierchalla für den Aufbau neuer und die Pflege bestehender Städtepartnerschaften. In seiner Amtsperiode wurden Rishon le Zion in Israel, das tunesische Monastir und das amerikanische Fresno neue Partnerstädte Münsters.
Pierchalla war seit 1978 Ehrenmitglied der katholischen Studentenverbindung KDStV Winfridia (Breslau) Münster im CV.
Werner Pierchalla war seit 1955 mit Ursula Pierchalla, geb. Ostrop verheiratet, mit der er fünf Kinder hatte. Als Pensionär verfasste er seine Memoiren, die er dem Stadtarchiv Münster mit der Auflage hinterließ, dass diese erst 20 Jahre nach seinem Tod veröffentlicht werden sollten.